# اندرو بنی
اندرو بنی (انگلیسی: Andrew Bennie؛ زادهٔ ۱۸ اوت ۱۹۵۶) سوارکار اهل نیوزیلند است.